# Telereizgerät

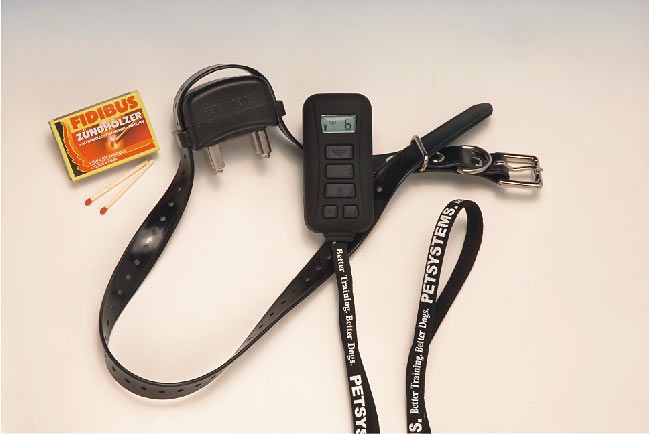
Telereizgerät: Halsband mit Empfänger und Handsender

Telereizgeräte sind in Deutschland, Österreich und in der Schweiz verbotene Hilfsmittel zur Hundeausbildung (elektrisches Erziehungshalsband). Verbreitet sind u. a. auch die folgenden Bezeichnungen: Teleimpulsgerät (TIG), E-Gerät, Ferntrainer, Elektrohalsband (e-collar), Teletakt, Teletak, Teletac.

## Funktion
Telereizgeräte sind Elektroimpulsgeräte. Sie bestehen aus einem Handsender und einem Empfängerhalsband mit einem Impulsgenerator zur Erzeugung von elektrischen Impulsen unterschiedlicher Stärke. Technisch betrachtet handelt es sich um einen kurzen elektrischen Hochspannungsimpuls. Der elektrische Weidezaun arbeitet nach einem ähnlichen Prinzip.
Bei Nichtbefolgen eines Befehls oder bei einem Fehlverhalten kann dem Hund auch über große Distanz, bis über 1000 m, ein dosierter Impuls beigebracht werden. Die Stärke des Reizstroms lässt sich regeln, die Wirkung reicht von leichtem Kribbeln bis zu einem deutlichen Schmerz. Bei modernen Geräten kann auch ein Vibrationsimpuls oder Tonsignal ausgelöst werden.

## Unsichtbarer Zaun
Die als unsichtbarer Zaun bezeichneten Geräte gehören ebenfalls zu dieser Gruppe von Hilfsmitteln. Als Auslöser dient hier ein in den Boden eingelassenes Kabel, das als Sender sehr geringer Reichweite fungiert. Bei Annäherung des wiederum am Halsband des Hundes abgebrachten Empfängers löst das Kabel einen Stromimpuls ähnlich dem des Telereizgerätes aus. Einer Einwirkung oder auch nur Anwesenheit des Hundeführers bedarf es dazu nicht. Zusätzlich problematisch ist dabei, dass der Hund bei gesteigerter Trieblage diese Linie sehr wohl überschreiten kann, ihm dann aber der Rückweg versperrt ist.

## Anti-Bell-Halsband
Das Anti-Bell-Halsband, Bell-Stopp-Gerät oder Bell-ex erkennt in der Regel die Vibration des Kehlkopfes beim Bellen. Bellen löst dann automatisch den elektrischen Strafreiz aus. Andere Geräte arbeiten mit Wasser- oder Luftstrahl, Duft, Vibration oder Schall und können auch ferngesteuert ausgelöst sein. Die Tierärztliche Vereinigung für Tierschutz hält sie für tierschutzwidrig schon wegen des allgemeinen Anwendungsrisikos, dass der Hund solche Reize falsch unerwünscht verknüpft und Verhaltensstörungen entwickelt, etwa bei Trennungsangstgebell verstärkt leidet; selbständig auslösende Geräte hält sie zudem für tierschutzwidrig, weil diese unterschiedslos auch normale Hundekommunikation bestrafen und damit Fehlentwicklungen fördern können.

## Wertung

### Ablehnung
Die meisten Kynologen lehnen diese Methode (erst recht in der Hand von Amateuren) ab, da nicht sichergestellt werden könne, dass der Hund Strafe und Ursache miteinander verbinden kann. Für ihn müssen Ursache (unerwünschtes Verhalten) und Wirkung (Strafreiz) unmittelbar und damit verständlich aufeinander folgen; schon zwei Sekunden werden als zu lange angesehen. Die amerikanische Verhaltenswissenschaftlerin Karen Overall stellte 2005 in einem offenen Brief unter Bezug auf eine 2007 veröffentlichte Studie klar, dass Elektroschocks kein Training sind, sondern meist die Kriterien für Missbrauch erfüllen. Auf Hundeplätzen, die dem VDH unterstellt sind, sind Elektroreizgeräte seit Mai 2004 verboten, einschließlich der Dummys; der IRJGV verbietet den Einsatz schon länger.

### Befürworter
Allerdings gibt es Befürworter. So empfiehlt die amerikanische Tierschutzorganisation Humane Society Ferntrainer für Hunde mit starkem Jagdverhalten, da diesen sonst kein freier Auslauf gewährt werden könne. Andere Befürworter moderner Elektroreizgeräte distanzieren sich von Konzepten wie Bestrafung von Fehlverhalten oder Starkzwang und propagieren den Einsatz als in der Ferne wirksame Erregung von Aufmerksamkeit oder leichte Irritation zur Unterstützung von Befehlen in der Hundeausbildung. Der Hund verspüre dabei nur ein Kribbeln bzw. einen aversiven Reiz unterhalb der Schmerzgrenze. Sie betonen allerdings, dass nur gründlich geschulte Personen solche Geräte einsetzen sollen. 2007 widersprach das VG Freiburg einer solchen Darstellung und stellte klar, dass auch so genannte Niedrigstrom-Impulsgeräte, deren abgegebene Impulse weitgehend mit denen vergleichbar sind, die bei medizinischen Behandlungen zur Muskelkräftigung o. ä. bei Menschen angewandt werden, beim Hund nicht unerhebliche Leiden und psychische Schäden zur Folge haben können und daher verboten sind.

## Gesetzliche Lage

### Deutschland

#### Verwendungsverbot

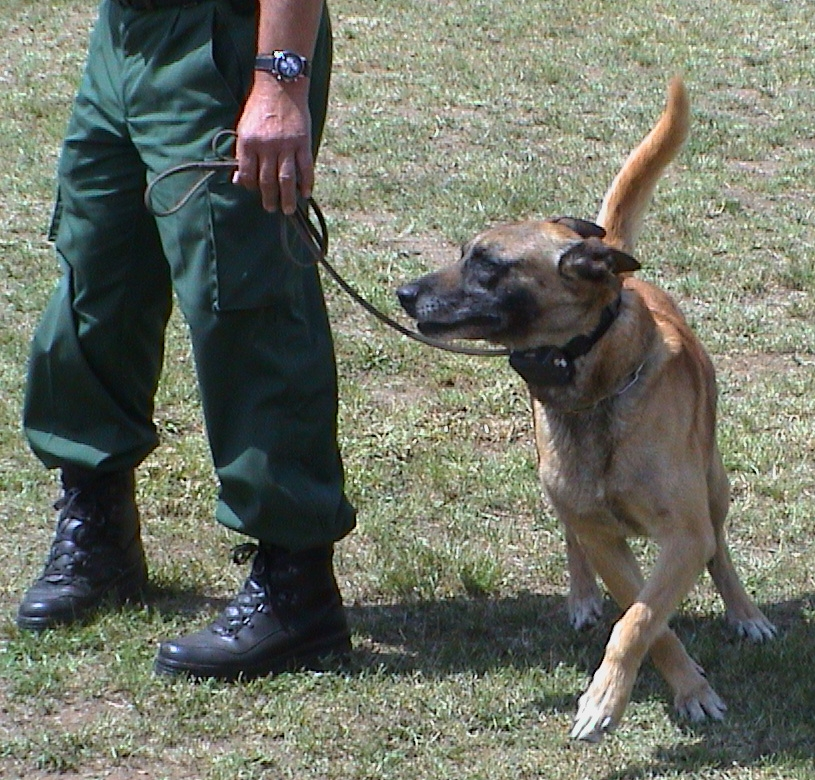
Diensthund, der augenscheinlich ein Telereizgerät trägt

Der Einsatz von Elektroreizgeräten, also auch mit Stromreizen arbeitenden Teleimpulsgeräten ist nicht nur an Hunden verboten. Hier heißt es im Tierschutzgesetz: 
Es ist verboten, […] ein Gerät zu verwenden, das durch direkte Stromeinwirkung das artgemäße Verhalten eines Tieres, insbesondere seine Bewegung, erheblich einschränkt oder es zur Bewegung zwingt und dem Tier dadurch nicht unerhebliche Schmerzen, Leiden oder Schäden zufügt, soweit dies nicht nach bundes- oder landesrechtlichen Vorschriften zulässig ist.
Gegen diese Verwendung eines Telereizgerätes sind daher polizeirechtliche Maßnahmen möglich; zugleich ist sie eine Ordnungswidrigkeit, welche auch bei Fahrlässigkeit mit bis zu 25.000 € Bußgeld zu ahnden ist.
Im Februar 2006 erklärte das Bundesverwaltungsgericht, dass es bei diesem Verbot nicht auf die konkrete Bedienung etwa durch Einstellung einer bestimmten Impulsstärke ankomme, sondern die bauartbedingte Eignung eines Gerätes genüge, dem Tier ungewollt etwa durch Fehlgebrauch Schmerz zuzufügen. Darauf bezugnehmend hat das VG Freiburg 2007 eine Klage gegen die Untersagung der Anwendung eines Elektroreizgerätes an Hunden abgewiesen und festgestellt, dass die Untersagung der Verwendung des Geräts Dogtra 2000 und bauartgleicher Geräte dort rechtmäßig war.

#### Waffenbegriff
Als Waffen im Sinne des Waffengesetzes gelten neben Elektroimpulsgeräten zum Einsatz gegen Menschen (Elektroimpulswaffen) auch „Gegenstände, die bestimmungsgemäß unter Ausnutzung einer anderen als mechanischen Energie Tieren Schmerzen beibringen (z. B. Elektroimpulsgeräte), mit Ausnahme der ihrer Bestimmung entsprechend im Bereich der Tierhaltung oder bei der sachgerechten Hundeausbildung Verwendung findenden Gegenstände (z. B. Viehtreiber)“.

### Österreich
In Österreich existiert das Verbot seit Januar 2005. Das Bundestierschutzgesetz verbietet in § 5 die Verwendung elektrisierender Dressurgeräte. Auch das In-Verkehr-Bringen, der Erwerb und der Besitz sind verboten.

### Schweiz
Die eidgenössische Tierschutzverordnung von 2008 verbietet bzgl. Hunden im Artikel 76 (2) „die Verwendung von Geräten, die elektrisieren, für den Hund sehr unangenehme akustische Signale aussenden oder mittels chemischer Stoffe wirken“. Jedoch kann per Art. 76 (3) „auf Gesuch hin die kantonale Behörde Personen, die sich über die notwendigen Fähigkeiten ausweisen, die Verwendung von solchen Geräten ausnahmsweise zu therapeutischen Zwecken bewilligen. Die Befähigung ist durch die kantonale Behörde zu prüfen. Das Eidgenössische Volkswirtschaftsdepartement (EVD) legt nach Anhörung der Kantone in der Prüfungsverordnung Inhalt und Form fest“. Und Art. 76 (4) sagt: „Wer bewilligungspflichtige Geräte einsetzt, muss jeden Geräteeinsatz dokumentieren und auf Ende Kalenderjahr der kantonalen Behörde eine Zusammenstellung aller Einsätze einreichen... .“